# Фэншуй

Фэншуй

Фэншуй, или фэн-шуй (кит. трад. 風水, упр. 风水, пиньинь fēngshuǐ — дословно — «ветер и вода») — даосская практика символического освоения (организации) пространства. Адепты считают, что с помощью фэншуй можно выбрать «наилучшее» место для строительства дома или захоронения.
Заявленная цель фэншуй — поиск благоприятных потоков энергии ци и их использование на благо человека.
Нет каких-либо научных доказательств того, что мистические требования фэншуй реальны; научное сообщество относит фэншуй к лженауке.

## История фэншуй
Мастер Ян И (кит. 杨益) сформулировал некоторые теории, впоследствии ставшие основой фэншуй. Иносказательно его методика называется «Поиск дракона там, где его труднее всего найти». Ян И говорил, что для хорошего ведения домашнего хозяйства важно «дыхание дракона», описывал местности, которые якобы поднимались благодаря этому дыханию. Первая его книга вышла под названием «Хань лун цзин» (кит. 撼龙经) «Искусство пробудить дракона», вторая книга «Цин нан ао юй» (кит. 青囊奥语), третья «И лун цзин» (кит. 疑龙经) «Правила недоумения дракона». Все они предлагают рекомендации по «поискам дракона».
В 1986 году американец китайского происхождения Томас Линь Юй, преподававший фэншуй в США, упростил фэншуй, создав так называемый символический (или эзотерический) фэншуй для обывателей. Он поделил пространство на зоны любви, богатства, детей, секса, денег, карьеры и так далее. Предполагается, что, поставив определённый предмет в тот или иной сектор, человек активирует зону.
Классический фэншуй не имеет никакого отношения к статуэткам, амулетам, талисманам и прочему. Эти атрибуты китайской культуры и фольклора по ошибке относят к фэншуй. Однако последний работает только с потоками энергии ци и считает, что энергия не понимает того или иного образа и течёт в согласии с законами мироздания.
Образная форма, цвет и так далее для коррекции тех или иных влияний появилась вследствие персонификации используемых в Китае обозначений энергии: земли, металла, воды, дерева и огня.
Кроме того, фэншуй не использует так называемые зоны «любви», «богатства», «семьи», «здоровья». Энергетика каждого дома рассчитывается индивидуально, используя соотношение времени и пространства. Не бывает двух одинаковых домов, как и двух одинаковых людей, потому что каждая точка пространства планеты Земля имеет свою уникальную характеристику, и каждый человек тоже.

## Концепция Фэншуй

### Ци
Фэншуй предполагает существование потоков энергии ци (подобной ветру) через дома, комнаты и участки. Так как энергия пронизывает всё — человека, природу и вещи, — то можно только определять её присутствие в конкретном месте или человеке. Она не зависит от человека и времени — поэтому и называется Небесной Судьбой (небесным счастьем).
Земная энергия меняется, как меняется сама Земля. Она может создавать гармоничные или негармоничные структуры во времени и пространстве. Так как энергия в принципе нематериальна, то не пустить «вредоносное ци» в дом нельзя. Но, меняя места активной жизнедеятельности, можно располагать определённым образом двери, мебель и прочие необходимые предметы — так, чтобы они не попадали в негармоничный поток. Одно из известных правил коррекции негативного фэншуй — отсутствие активности. Так как если нет активности, то не на что влиять.
Изменить земное несчастье — временный энергетический дисбаланс — на месте можно только положительной энергетикой: в большинстве случаев — самого человека, который там живёт, если у него хватает её для изменения своего окружения. В противном случае человек ищет благотворную энергетику в других местах — в духовных (в молитве, например) или физических практиках (акупрессура и акупунктура). Наконец, можно использовать энергию людей, имеющих её в достаточном количестве. Таким образом появляются «амулеты» — как попытка персонифицировать энергию в виде вещественных предметов. У разных народов такие предметы сформировались с учётом существующих особенностей страны и культуры: это могут быть иконы, нательные крестики, статуэтки Будды, чётки, картины. За счёт воздействия на них и через них люди пытаются принести часть благотворной энергии в свой дом.
И, наконец, творя человеческую судьбу (человеческое счастье), в фэншуй рекомендуется не создавать мест застоя ци, таковыми считаются нефункциональные углы, длинные проходы, неэстетичная мебель.

### Шэнь-Ци
Шэнь-ци в переводе с китайского означает «дыхание довольного дракона». Именно накопление благоприятной энергии ци и является целью мастера, занимающегося «гармонизацией» дома, так как благодаря ей человек сохраняет позитивный настрой, полнее ощущает свою гармонию с окружающим миром.
Шэнь-ци также помогает пережить стресс, сохранить душевное и физическое здоровье в экстремальных и неблагополучных ситуациях. Достаточное количество положительной энергии даёт возможность быстрее и без больших потерь для себя адаптироваться в изменившихся условиях. Человек находит в себе силы продолжать существовать в самых сложных положениях, терпеливо ожидая изменений к лучшему.

### Время и пространство
Китайцы по-своему классифицировали движения энергии во времени и в пространстве. Первые измеряют с помощью календаря, а вторые — с помощью компаса.
Фэншуй придаёт большое значение ориентации на местности, направлению, откуда приходит ци — энергия. Она традиционно обозначается на компасе с помощью иероглифов (в Китае), где каждое направление/деление/иероглиф обладает своими свойствами. У китайского компаса «лопань» существует несколько значений, такие как «спираль на тарелке» и «всё в плошке» (вместилище всего). Делений у него может быть до 360 (по делению на каждый градус), но минимум — 4. Эти направления/деления определяют качество энергии в определённой точке пространства и человека (в акупунктуре, иглоукалывании, прижигании эта система делений также используется — до 360 точек на теле человека).
Направления, части помещения, виды жизнедеятельности, мебель, деревья, человек и другие окружающие объекты классифицируются в соответствии с принятой системой обозначений. Китайцами использована неперсонифицированная система элементов природы (огонь, металл, вода, дерево, земля), в других культурах деление энергии может называться по-другому. В Китае по атрибутам «стихий» определяется гармония или дисгармония в конкретной точке пространства и времени.
Китайцы суммировали свои познания в астрономии (используя циклы вращения планет вокруг Солнца и Луны) и создали систему делений в своём календаре через символьные обозначения «небесных стволов» и «земных ветвей», каждый из которых несёт в себе видовую характеристику одной из стихий (огонь, вода, металл, дерево, земля). Год, месяц, день и час обозначается соответственно двумя иероглифами — «небесный ствол»+«земная ветвь».
Все времена года, таким образом, имели свои характеристики. В китайском календаре использовалось до 24 сезонов.

### Фэншуй и И Цзин
«И Цзин» (Книга перемен) использует 64 гексаграммы. Одним из разделов «И Цзин» является «Объяснение Знаков Гуа» (Шо гуа чжуань), который вмещает в себя основные сведения о Восьми Триграммах (ба гуа).

## Применение

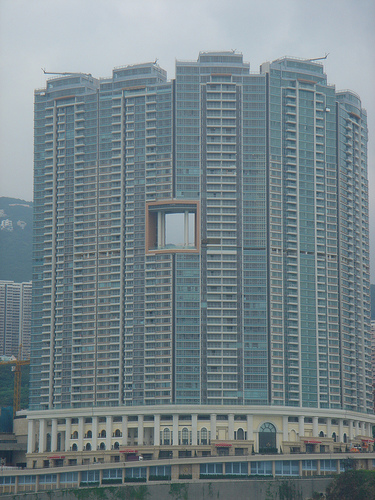
Здание в Гонконге, с применённым в архитектуре принципом фэншуй

### Место фэншуй в формировании судьбы и событий
Даосская философия отводит фэншуй одно из важных мест в формировании судьбы:
1. Небесное счастье — то, что человек (или место) получает при рождении;
2. Человеческое счастье — сознательные действия человека (заслуги человека, стиль мышления, образование и качества характера человека, поступки);
3. Земное счастье — земные энергопотоки, которые воздействуют на события, здоровье, отношения и пр. во времени и пространстве.

## Основные школы фэншуй
1. Саньхэ (три гармонии).
2. Саньюань (три периода).
3. Суанькун Дагуа (Гексаграмма Тёмного Дворца) — использует 64 гексаграммы, изображённые на компасе Лопань.
4. Сюанькун Фэйсин (Летящая Звезда Тёмного Дворца) — популярная система «Летящие звезды» является частью именно этой школы.
5. Бачжай (восемь дворцов).

## Талисманы китайской культуры, ошибочно приписываемые фэншуй
- Лазурный дракон (Цин Лун)
- Трёхлапая жаба
- Лун Гуй — драконочерепаха
- Фэн Хуан — китайский феникс
- Хотэй (Будай)
- Цилинь